# Chiesa di San Platano
La chiesa di San Platano è una piccola chiesa in stile romanico, situata alla periferia del comune di Villaspeciosa. Il tempio è dedicato al santo che la tradizione vuole fosse fratello di sant'Antioco di Sulcis.

## Storia
Non esistono documenti che riportino l'epoca di costruzione dell'edificio, ipotizzata dagli studiosi intorno al secondo quarto del XII secolo . Un titolo Sancti Platani, dalla locazione sconosciuta e forse identificabile col San Platano di Villaspeciosa, risulta tra i possedimenti dei monaci benedettini dell'Abbazia di San Vittore di Marsiglia nel 1141 .

## Descrizione

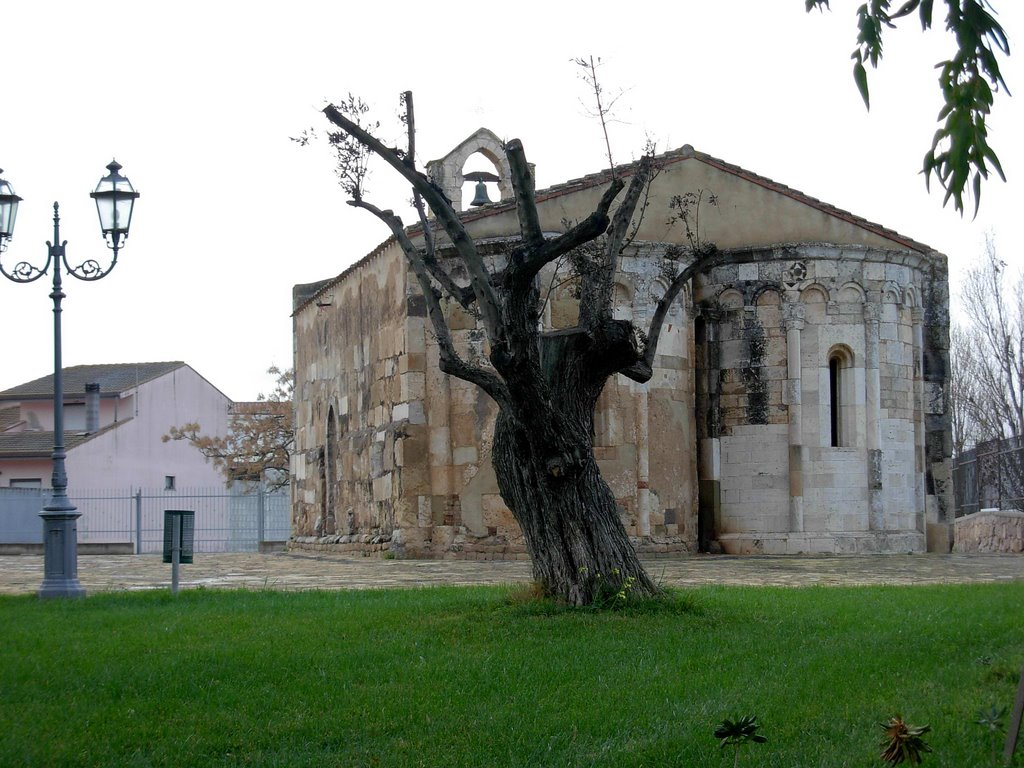
Retro

L'edificio, in pietra calcarea, si caratterizza per l'apparato decorativo costituito dai numerosi inserti di marmi di spoglio con i motivi scolpiti, spesso frutto di rivisitazioni ad hoc per essere impiegati nel tempio cristiano. La facciata, a capanna, è tripartita tramite lesene e sormontata da un campanile a vela. Negli specchi laterali si aprono i due portali, quello di sinistra sormontato da una monofora, mentre nello specchio mediano è collocata una lastra marmorea scolpita, reperto di epoca romana, e, nella parte superiore, due ruote, disegnate da intarsi marmorei, che decorano le arcatelle che originano dalle imposte delle due lesene. Il paramento delle absidi è scandito da semicolonne, alla cui sommità sono capitelli classicheggianti, e ornato da archetti pensili. Sul lato sinistro della chiesa si segnala una scala pensile.
L'interno, a pianta rettangolare, presenta la particolarità di essere diviso in due navate (analogamente alla chiesa Santa Maria di Sibiola di Serdiana, la chiesa di San Gemiliano di Sestu e la chiesa di San Lorenzo di Cagliari). Le navate sono separate da tre arcate a tutto sesto, sostenute da due fusti di colonna di spoglio, con capitelli scolpiti, e dai due semipilastri, addossati rispettivamente alla controfacciata e alla parete tra le due absidi semicircolari. L'altare è collocato al termine della navata sud, che risulta leggermente più larga di quella nord. Alle pareti laterali si nota l'imposta delle originarie volte a botte, sostituite dall'attuale copertura lignea in seguito a un crollo avvenuto nel XIV secolo.